# 仲西良太
仲西 良太（なかにし りょうた、1986年8月8日 - ）は、日本の元ラグビー選手。

## プロフィール
- 福岡県出身[1]。
- ポジションはフッカー(HO)。
- 身長 174cm、体重 100kg
- ニックネームはハム。

## 略歴
2005年、東福岡高校卒業後、明治大学に入る。なお東福岡高校時代、高校日本代表候補に選ばれたことがある。
2009年、明治大学卒業後、九州電力キューデンヴォルテクスに加入。同年12月13日に行われたジャパンラグビートップリーグ第10節のコカ・コーラウエストレッドスパークス戦に途中出場で公式戦初出場を果たした。
2021年、現役を引退した。